# Morrisons
Мoррисонс (англ. Morrisons), полное название компании — Wm Morrison Supermarkets Limited — пятая по величине сеть супермаркетов в Великобритании. По состоянию на 2021 год у компании было 497 супермаркетов в Англии, Уэльсе и Шотландии. Штаб-квартира компании находится в Брадфорде (Англия).
Компания основана в 1899 году Уильямом Моррисоном, в честь которого и получила своё название — Morrisons. До 2004 года магазины Morrisons были сосредоточены в основном на севере Англии, но с поглощением Safeway в том же году количество магазинов значительно увеличилось на юге Англии, в Уэльсе и Шотландии. По состоянию на февраль 2021 года в Morrisons работало 110 000 сотрудников, и каждую неделю они обслуживали около 11 миллионов покупателей. Компания котировалась на Лондонской фондовой бирже до октября 2021 года, когда была приобретена частной инвестиционной компанией Clayton, Dubilier & Rice (CD&R). После приобретения было внесено много изменений, и компания начала испытывать финансовые трудности.
До сентября 2022 года Morrisons была четвёртой по величине сетью супермаркетов в Великобритании по доле рынка (8,8%), пока её не обошла компания Aldi.

## История
Компания была основана в 1899 году Уильямом Моррисоном, который начал свой бизнес торгуя яйцами и маслом на рынке Брадфорд, работая под названием Wm Morrison Limited.
Его сын Кен Моррисон возглавил компанию в 1952 году в возрасте 21 года. В 1958 году Моррисонс открыл небольшой магазин в центре города. Это был первый магазин самообслуживания в Брадфорде, а также первый в городе магазин, в котором были цены на свою продукцию, и в нем было три кассы. В 1961 году компания открыла свой первый супермаркет «Виктория» в районе брадфордском Гирлингтон.
В 1967 году Morrisons стала публичной компанией с ограниченной ответственностью, зарегистрированной на Лондонской фондовой бирже.

### Safeway
В марте 2004 года Morrisons приобрела британскую сеть супермаркетов Safeway, которой принадлежало 479 магазинов, что позволило Morrisons расширить своё присутствие на юге Англии. После приобретения компания быстро столкнулось с трудностями, отчасти вызванными тем, что уходящее руководство Safeway изменило системы бухгалтерского учёта сети за шесть недель до завершения сделки. Программа преобразования магазинов из Safeway в Morrisons была крупнейшей в своём роде в истории британской розничной торговли, первоначально сосредоточившись на сохранённых магазинах площадью более 2 300 м² с отдельными автостоянками, которые были в полной собственности Morrisons. В течение нескольких недель пластиковые сумки с логотипом Safeway были заменены на сумки логотип Morrisons, и в магазинах Safeway начали появляться продукты под собственной торговой маркой Morrisons.
В мае 2005 года Morrisons объявила о закрытии совместного предприятия Safeway и BP. В сентябре 2005 года компания объявила о закрытии бывших складов Safeway в Кенте, Бристоле и Уоррингтоне с потерей 2 500 рабочих мест. Склад в Кенте позже был продан конкуренту Waitrose, а склад в Уоррингтоне — конкуренту замороженных продуктов Исландии. Часть бристольского депо была продана компании Gist. Процесс преобразования магазинов был завершён 24 ноября 2005 года, когда последняя вывеска Safeway исчезла из Великобритании.